# Disaster Area
Disaster Area e българска траш метъл група основана в София през 1989 година.

## Състав
| Последни членове - Цанко Коловски – бас (1989–1994) - Любо Стоичин – барабани (1989–1994) - Росен Чешмеджиев – китара (1990–1994) - Ангел Христов – вокали (1990–1994) |  | Предишни членове - Димитър Кирчев – китара (1989–1990) - Атанас Хубчев – китара (1989–1992) - Светослав Стойков – вокали (1989–1991) |

## Дискография

### Албуми
- 1993: Life, Universe & Everything